# NGC 1676
NGC 1676 (другое обозначение — ESO 55-SC36) — рассеянное скопление в созвездии Золотой Рыбы, расположенное в Большом Магеллановом Облаке. Открыто Джоном Гершелем в 1835 году. Описание Дрейера: «очень тусклый, довольно крупный объект неправильной округлой формы, пёстрый, но детали неразличимы».
Этот объект входит в число перечисленных в оригинальной редакции «Нового общего каталога». Хотя рядом с этим скоплением расположено ещё несколько, а первоначально указанные координаты не идеально точны, всё же объект считается идентифицированным с хорошей точностью, так как расположен ближе всего к этим координатам и подходит под описание. Кроме того, Гершель, наблюдая скопление, видел также несколько звёзд, которые в действительности не связаны с ним, но посчитал, что они являются частью этого объекта. Поэтому центр NGC 1676 расположен приблизительно в одной секунде дуги от физического центра скопления.